# Hans von Beseler
Hans Hartwig von Beseler (Greifswald, 27. travnja 1850. -  Babelsberg, 20. prosinca 1921.) je bio njemački general i vojni zapovjednik. Tijekom Prvog svjetskog rata zapovijedao je s III. pričuvnim korpusom, te bio guverner Poljske.

## Vojna karijera
Hans von Beseler rođen je 27. travnja 1850. u Greifswaldu u pruskoj pokrajini Pomeraniji. Njegov otac Georg Beseler bio je poznati sveučilišni profesor prava. Beseler je u prusku vojsku stupio 1868. godine, te je s činom poručnika sudjelovao u Prusko-francuskom ratu. Nakon završetka pruske vojne akademije služio je u Glavnom stožeru, te u pruskom ministarstvu rata. Čin pukovnika dostigao je 1897. godine, da bi od 1899. godine služio kao zamjenik načelnika glavnog stožera Alfreda von Schlieffena. Godine 1900. unaprijeđen je u general bojnika, dok je 1903. godine promaknut u čin general poručnika kada je postao i zapovjednikom 6. pješačke divizije. Godine 1904. dobio je i plemićku titulu postavši tako Hans von Beseler. Beseler je bio jedan od najsposobnijih časnika njemačke vojske, te ga se smatralo jednim od kandidata za nasljednika načelnika Glavnog stožera Alfreda von Schlieffena, što se međutim nije dogodilo s obzirom na to da je na to mjesto imenovan Helmuth von Moltke mlađi. Beseler je postao glavnim inspektorom vojske, te je 1907. promaknut u generala pješaštva. U 61. godini Beseler se odlučio umiroviti i napustiti vojsku. Umirovljen je 5. studenog 1911. godine. 

## Prvi svjetski rat
Na početku Prvog svjetskog rata Beseler je vraćen iz mirovine, te mu je dodijeljeno zapovjedništvo nad III. pričuvnim korpusom koji se nalazio u sastavu 1. armije kojom je zapovijedao Alexander von Kluck. Zapovijedajući III. pričuvnim korpusom Besesler je sudjelovao u njemačkom prodoru kroz Belgiju, te u opsadi Antwerpena kojeg je zauzeo 10. listopada 1914. godine za što je 28. studenog 1918. odlikovan ordenom Pour le Mérite. Nakon zauzimanja Antwerpena Beseler je nastavio goniti belgijsku vojsku, zauzevši Oostende 15. listopada 1914., te je sudjelovao u Bitci na Yseru.

U proljeće 1915. Beselerov III. pričuvni korpus premješten je na Istočno bojište gdje sudjeluje u njemačkoj ofenzivi Gorlice-Tarnow. Beseler je dobio zadatak da zauzme tvrđavu Novogeorgievsk (Modlin) koju 12. kolovoza 1915. okružuje, te je nakon sedmodnevnih napada 19. kolovoza 1915. prisiljava na predaju zarobivši pritom preko 85.000 ruskih zarobljenika.
Beseler je 26. kolovoza 1915. imenovan guvernerom Poljske (Generalgouvernement Warschau) dijela teritorija koji je bio okupiran od strane njemačkih snaga. Kao guverner Poljske Beseler je vodio pro-poljsku politiku nastojeći privući Poljake da se bore na strani Centralnih sila. Tako je u studenom 1915. otvorio poljsko sveučilište, te je utjecao da 15. studenog 1916. njemački car Vilim i austrougarski Franjo Josip proglase na okupiranim teritorijima Kraljevinu Poljsku kao nasljednu konstitucionalnu monarhiju čije će se granice utvrditi nakon rata. Svrha takvog proglašenja bila je da se privuku poljski regruti kako bi se borili na strani Njemačke i Austro-Ugarske. Beseler je počeo ustrojavati Poljsku vojsku (Polnische Wermacht) čiji je formalno bio i vrhovni zapovjednik, te je u prosincu 1916. osnovao i Regentsko vijeće zadatak kojeg je bio da organizira upravni ustroj na teritorijima na kojima je proglašena poljska država. Međutim, organiziranje poljske vojske koja bi se borila na strani Centralnih sila doživjelo je potpuni neuspjeh jer je umjesto planiranih 50.000 unovačeno jedva 2.500 vojnika.
U siječnju 1918. Beseler je promaknut u general pukovnika. Nakon što je Poljska proglasila neovisnost 11. studenog 1918. njemački vojnici u Varšavi su razoružani. Beseler je prisiljen potajno i prerušen pobjeći iz Varšave natrag u Njemačku.

## Poslije rata
Nakon rata Beseler se ponovno umirovio. Njegovo upravljanje Poljskom tijekom rata i njegova navodna popustljivost prema Poljacima bilo je žestoko kritizirano od strane njemačkih nacionalista i konzervativaca.

Hans von Beseler preminuo je 20. prosinca 1921. godine u Babalsbergu u 71. godini života. Pokopan je na berlinskom groblju Invalidenfriedhof. Bio je oženjen s Clarom Cornelius s kojom je imao tri kćeri.